# M67 (疏散星團)
梅西耶67 （也稱為M67或NGC 2682）有時也稱為眼鏡王蛇星團（King Cobra cluster）或金眼星團（Golden Eye cluster），是在黃道穿越的巨蟹座南側的一個疏散星團。這個星團是Johann Gottfried Koehler在1779年發現的。估計它的年齡在32億至50億年，對距離的估計有許多不同的數值，但通常都在800—900秒差距（2,600—2,900光年）的範圍內。通過聯星建模和紅外顏色-星等圖擬合，估算的距離分別是855、840和815秒差距。
它不是已知最古老的疏散星團，但已知與銀河系相關且更古老的疏散星團很少，而且沒有距離更接近的。它是恒星演化研究對象中的一個範例：
- 它的恆星數量眾多[6]
- 星際塵埃的遮蔽量可忽略不計[6]
- 除了大約30顆異常的藍離散星，它所有的恆星都處於相同的距離和年齡 [6]，然而，藍離散星通常是聯星或恆星碰撞中的質量傳輸產物。

M67是研究最多的疏散星團之一，但對其物理參數，如年齡、質量和給定類型恒星的數量等等的差異仍很大。Richer以及其他人等，估計它的年齡為40億年，其質量為1,080M☉（太陽質量），以及白矮星的數量有150顆。Hurley等人估計其當前質量為1400 M☉，其初始質量約為10倍。
它有100多顆與太陽相似的恆星，以及許多紅巨星。 據估計，總星數遠遠超過500顆。它的年齡和數量不斐的類太陽恆星，導致一些天文學家將其理論化為太陽的可能母星團。 然而，計算機的模擬表明，這極不可能。
除了一些藍離散星，這個星團沒有比光譜類型F更藍的主序星，因為在現今的年齡階段，那些質量較大（較亮）的恆星已經離開了主序帶。事實上，當星團中的恒星被繪製在赫羅圖上時，有一個明顯的"拐點"，表示恒星已經終止了核心的氫融合，並註定成為紅巨星。隨著星團的老化，拐點會逐漸沿著主序帶向下移動。
看來M67偏向於留下質量較大的恆星。造成這種現象的一個原因是質量層化，即較輕的恒星在與更大質量恆星相遇時，會因為動能傾向於均衡，而獲得更高速度的過程，這會將輕質量恆星與星團中心的平均距離加大，甚至允許它們完全逃逸。
2016年3月，聯合AIP、JHU和巴恩斯以及其他人等在20顆類太陽恆星的自轉週期上的一項研究，通過星點移動對光度曲線的影響來衡量，表明這些大約40億年的恆星旋轉周期大約為26天，就像我們的太陽在赤道處的週期為25.38天。這些測量是克卜勒太空望遠鏡擴展的K2任務任務中完成的。這加强了太陽的許多關鍵性質對相同大小和年齡恒星的適用性，這是現代太陽和恒星物理學的基本原理。作者將其縮寫為「太陽 - 恆星連接」。

## 圖集

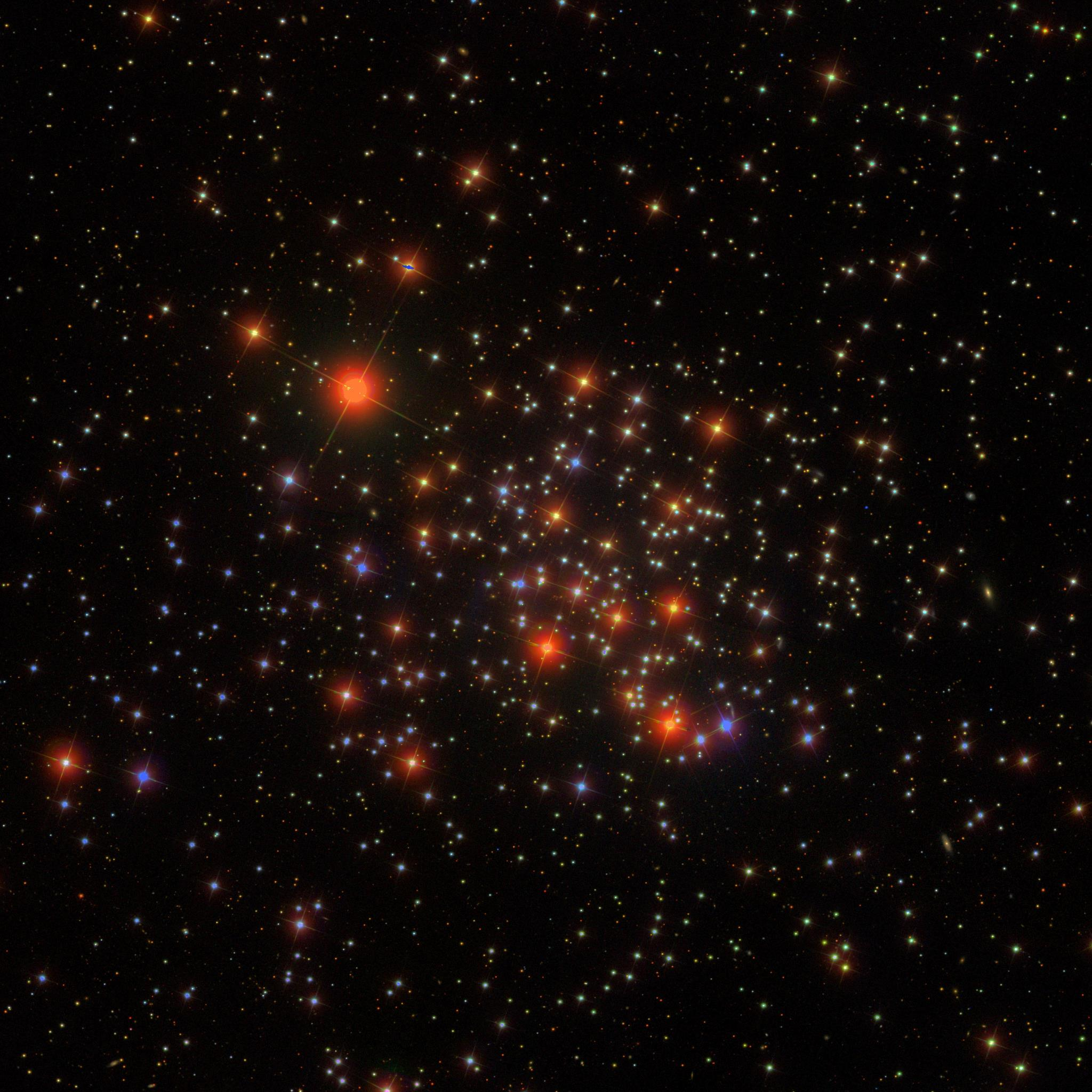
SDSS的光學和近紅外線拍攝的M67。
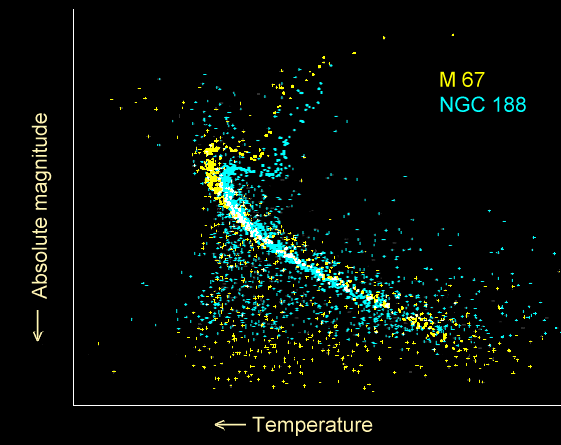
兩個疏散星團M67和NGC 188的赫羅圖，顯示顏色-星等數據。
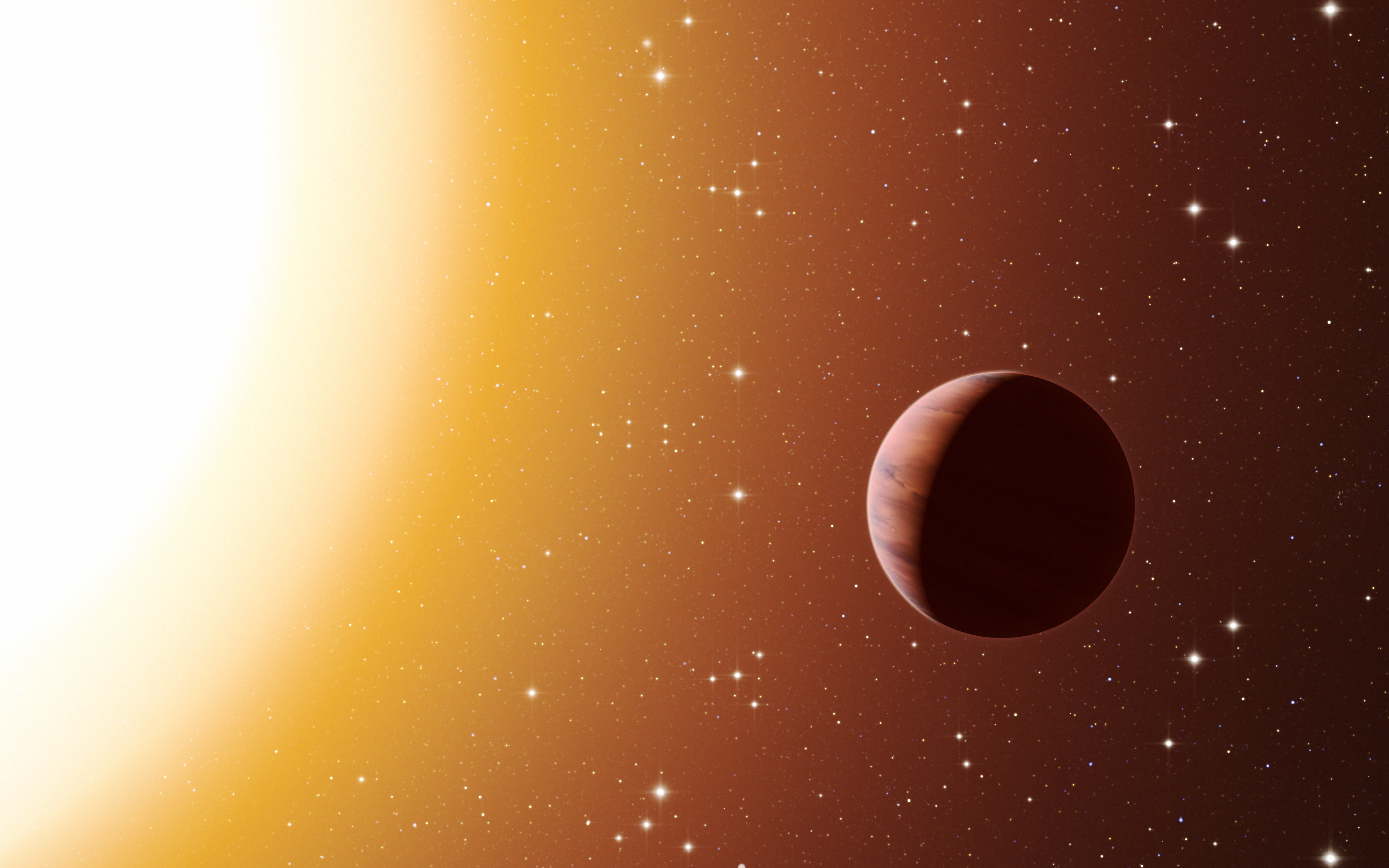
藝術家印象下的影片，顯示了在M67的一顆恒星附近運行的一顆系外行星的熱木星。
- 藝術家對星團M 67中熱木星系外行星的印象。

## 外部連結
- 维基共享资源上的相關多媒體資源：M67
- Messier 67, SEDS Messier pages （页面存档备份，存于）
- Merrifield, Mike. . Deep Sky Videos. Brady Haran.   [2015-09-05]. （原始内容存档于2021-12-25）.
- WikiSky上关于M67 (疏散星團)的内容：DSS2, SDSS, GALEX, IRAS, 氢α, X射线, 天文照片, 天图, 文章和图片

| 天文學目錄  | 天文學目錄                                           | 天文學目錄 |
| ----------- | ---------------------------------------------------- | ---------- |
| NGC天體表： | NGC 2680 - NGC 2681 - NGC 2682 - NGC 2683 - NGC 2684 |            |